# Капітолій штату Арканзас
Капітолій штату Арканзас (англ. The Arkansas State Capitol) — громадська будівля адміністративного призначення в котрій розташовуються робочі приміщення Генеральної асамблеї Арканзасу (складається з Палати Представників і Сенату штату Арканзас); тут також розміщений офіс губернатора штату. Капітолій розміщений у м. Літл-Рок. Споруду спроектовано архітектором Джорджем Річардом Манном і зведено повністю впродовж 1899—1915 років.

### Додаткові посилання
- Walking tour of Arkansas State Capitol Building (April 23, 2018.) [Архівовано 21 листопада 2020 у Wayback Machine.] //